# 秋のIndication
「秋のIndication」（あきのインディケイション）は、南野陽子の9枚目のシングル。1987年9月23日にCBS・ソニーからリリースされた。

## 概要
表題曲は南野本人が出演した江崎グリコ「セシルチョコレート」のコマーシャルソングとして使用された。タイトルにある ″Indication″ とは、しるし、きざし、兆候などを意味する。
南野が萩田光雄に「一曲の中にメジャーとマイナー両方が入った曲を作って欲しい」と依頼し制作された。南野はウィルマ・ゴイクの「In un fiore（花のささやき）」を気に入っており、この曲をイメージとして作られている。南野は自身が気に入っているイタリアのカンツォーネなどをカセットテープに録音し、プロデューサーの吉田格に渡していた。
アルバム『garland』には、「秋のIndication」と同じメロディで歌詞と一部アレンジを変えた「カナリア」という楽曲が収録された。
ベスト・アルバム『NANNO Singles』に収録された際、サビの歌詞「ルルル」の部分が「きっと」に変更されている（1989年のシングルCD化の際も同様に変更されている。）
本作で「楽園のDoor」から続くオリコン1位を4曲連続で獲得した。

## 収録曲
1. 秋のIndication（4分20秒）
作詞：許瑛子／作曲・編曲：萩田光雄
2. ひとつ前の赤い糸（4分44秒）
作詞：小倉めぐみ／作曲：岸正之／編曲：萩田光雄